# Nová Polianka (district de Svidník)
Pour les articles homonymes, voir Nová Polianka.
Nová Polianka (allemand : Neuwesterheim ) est un village de Slovaquie situé dans la région de Prešov.

## Histoire
Première mention écrite du village en 1414.

## Démographie

### Évolution de la population
| Année:               | 1994. | 2004.   | 2014.    | 2024.   |
| -------------------- | ----- | ------- | -------- | ------- |
| Nombre de personnes: | 64    | 58      | 78       | 71      |
| Différence:          |       | -9,37 % | +34,48 % | -8,97 % |

| Année:               | 2023. | 2024.   |
| -------------------- | ----- | ------- |
| Nombre de personnes: | 67    | 71      |
| Différence:          |       | +5,97 % |